# Marder I
El Marder I " Marta I " (Sd.Kfz. 135) va ser un destructor de tancs alemany de la Segona Guerra Mundial, armat amb un Canó antitanc Pak-40 de 75 mm. La majoria dels Marder I es van construir sobre la base del Tracteur Blindé 37L (Lorena), un tractor d'artilleria / vehicle blindat de transport de tropes del qual els alemanys n'havien capturat més de tres-cents després de la caiguda de França el 1940.

## Història
Des dels primeres combats de l'operació Barba-roja, la Wehrmacht es va adonar que la seva capacitat per destruir alguns dels tancs soviètics era inadequada. Els tancs lleugers en servei en aquell moment, com el Panzer II i el Panzer 38(t) de construcció txeca, estaven poc blindats i no muntaven un canó adequat per fer front als tancs soviètics més nous. A més, el canó antitanc remolcat estàndard de la Wehrmacht, el PaK 36 de 3,7 cm de 37 mm, era difícil de posar ràpidament en posició i no tenia la capacitat de penetrar la pesada armadura inclinada dels nous tancs soviètics. Els alemanys necessitaven un canó antitanc més potent i que fos mòbil. Els alemanys havien capturat d'un gran nombre de Canons divisionals M1936 (F-22) de 76 mm durant les primeres fases de la invasió i tenien també el canó Pak 40 de 75 mm. Els alemanys tenien experiència en agafar el xassís d'un tanc poc armat per proporcionar mobilitat a un canó més pesat. El Panzerjäger I és un exemple d'aquest tipus, on la torreta es va retirar per a una conversió oberta per permetre als artillers l'espai necessari per operar el canó. 
Amb el xoc de tenir unitats sobrepassades pels nous tancs mitjans soviètics T-34 i els tancs pesants KV-1, la necessitat d'un tanc alemany amb més potència de foc es va fer urgent. Com a solució provisional, es va decidir utilitzar vehicles francesos capturats com el Lorraine, i tancs alemanys menys efectius com el Panzer II i el Panzer 38(t) com a base per als destructors de tancs improvisats. El resultat va ser la sèrie Marder, que inclou Marder I, Marder II i Marder III respectivament. Aquests vehicles van proporcionar mobilitat al canó Pak 36(r) de 7,62 cm (una conversió del model F-22 de 76 mm 1936) o en versions posteriors al canó antitanc alemany Pak 40 de 7,5 cm. A causa de les limitacions de pes i espai del petit xassís, la sèrie Marder no estaven completament blindades. La protecció de l'armadura superior més fina que al xassís només es va proporcionar a la part davantera i als costats contra la metralla i les armes d'infanteria. En totes les sèries de Marder la torreta era oberta. Alguns van rebre cobertes de lona per protegir la tripulació dels elements. La sèrie Marder no era un Panzerjäger adequat que pogués intercanviar foc amb tancs enemics

## Desenvolupament
El Marder I va ser desenvolupat el maig de 1942 pel major Alfred Becker. Portava el canó antitanc Pak 40 de 75 mm sobre un xassís Lorraine. Com que l'arma era relativament gran, es va eliminar la superestructura original del compartiment de la tripulació per crear l'espai necessari per operar l'arma. Això ho va fer el Baustokommando Becker, una organització a la França ocupada que convertia els vehicles de combat blindats francesos per a ús de la seguretat interna alemanya als territoris ocupats. Llavors, l'arma es va muntar al damunt del xassís. Alkett, treballant conjuntament amb Becker, va produir el blindatge en angle per al compartiment de la tripulació. El blindatge era relativament lleuger i estava obert per dalt. El blindatge va proporcionar a la tripulació protecció contra el foc d'artilleria i el foc d'armes lleugeres, però no podia aturar els tirs directes d'artilleria ni la munició perforant dels tancs. La funció principal del vehicle era proporcionar mobilitat al canó antitanc. No estava pensat com a reemplaçament d'un tanc.
Entre juliol i agost de 1942, es van construir 170 Marder I sobre el xassís Lorraine. Més tard, es van utilitzar altres tancs francesos i polonesos com a base de conversió per al Marder I, inclosos els Hotchkiss H39 i el FCM 36. Aquestes conversions també es van completar el 1942 pel Baustokommando Becker a la planta de Hotchkiss als afores de París. 24 tancs Hotchkiss es van convertir en un Marder I, el Pak 40 (Sf) auf Geschützwagen 39H(f) de 7,5 cm. El Marder va servir inicialment en divisions d'infanteria al front oriental i va tenir un bon èxit.